# Antonio Pio

Stemma dei Pio di Savoia

Antonio Pio (Carpi, ... – Costabissara, 7 ottobre 1513) è stato un generale e nobile italiano.

## Biografia
Era figlio di Manfredo Pio, discendente di Galasso I Pio, signore di Carpi.
La sua prima azione militare fu nelle file della Repubblica di Venezia nella battaglia di Calliano del 1487, agli ordini di Guido de' Rossi.
Come condottiero al servizio di Ludovico il Moro, partecipò alla battaglia del Taro del 1495 contro il re di Francia Carlo VIII. Successivamente passò al soldo della Repubblica di Venezia e fu al comando della retroguardia veneta nella disastrosa battaglia di Agnadello del 1509. Fu al fianco di Niccolò Orsini nella difesa di Padova, assediata dagli imperiali di Massimiliano I d'Asburgo. Fu impegnato al soldo dei veneziani nell'assedio della Mirandola del 1510.
Al comando di 100 uomini nella battaglia de La Motta dell'ottobre 1513, morì affogato nel fiume Bacchiglione a causa della pesante armatura. Nella battaglia perì anche il figlio Costanzo. Furono presenti ai suoi funerali Bartolomeo d'Alviano e Teodoro Trivulzio; fu sepolto nella basilica di Sant'Antonio di Padova.

## Discendenza
Antonio sposò una figlia del conte e capitano d'armi Ludovico di San Bonifacio. Ebbero tre figli:
- Costanzo (?-1513), condottiero, perito col padre nella battaglia de La Motta
- Niccolò
- Vittorio (?-1509), condottiero